# Руанда (народ)

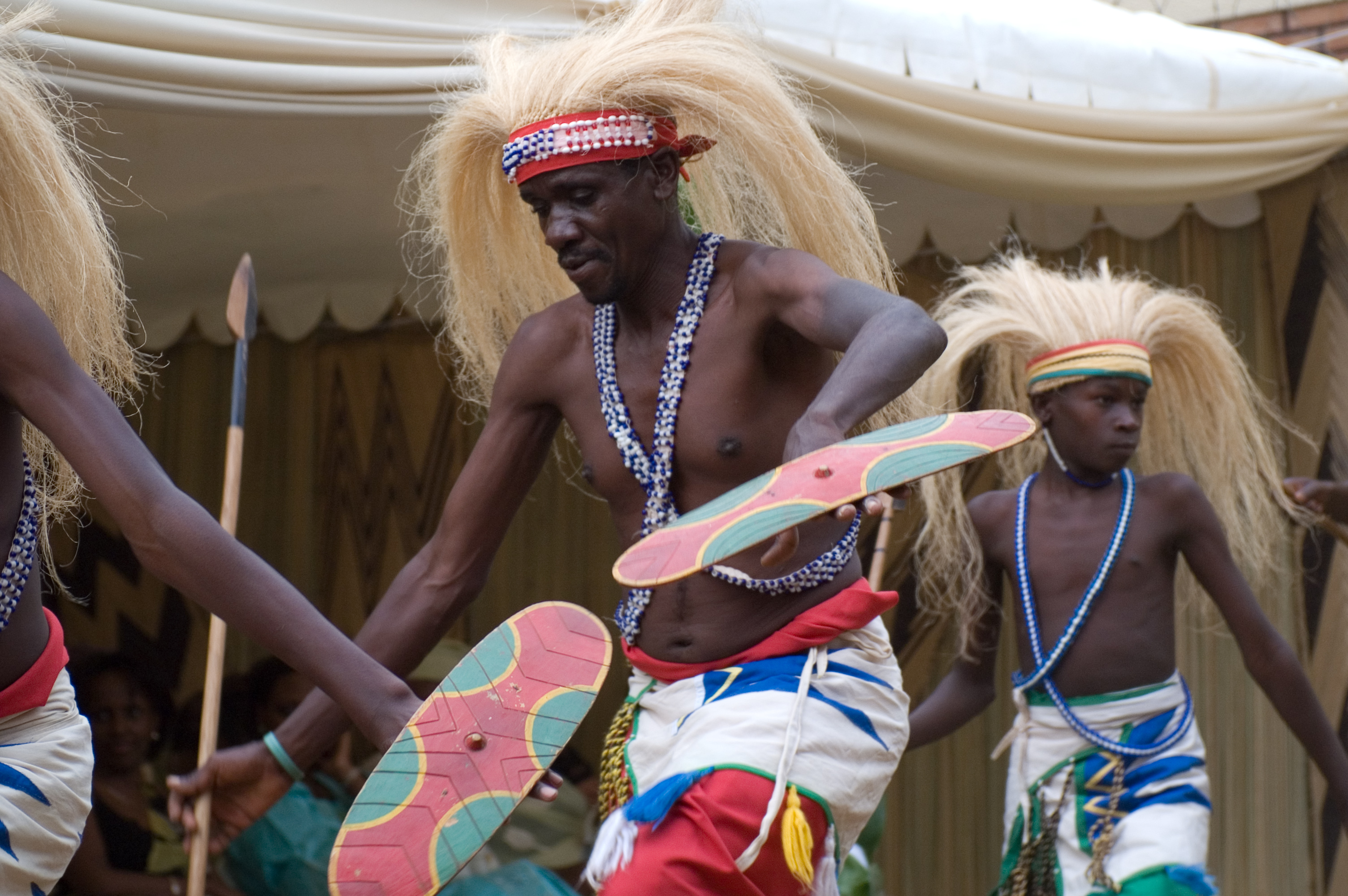
Танец воинов-инторе, Руанда, 2007

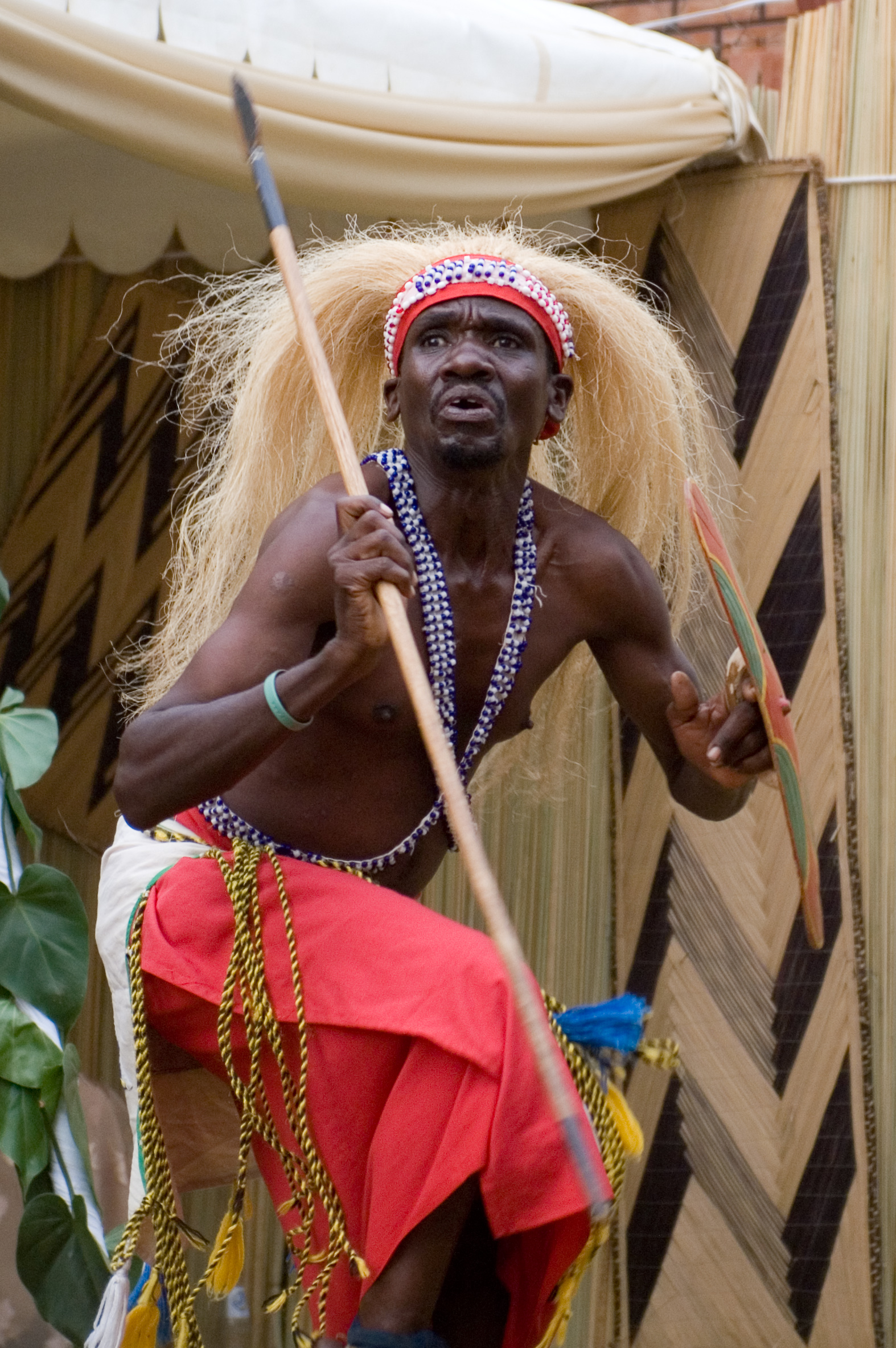
Традиционный танец инторе — гвардейца-телохранителя руандийского короля

Руанда (ньяруанда) — африканский народ группы банту, основное население государства Руанда, носители языка руанда (киньяруанда). Численность — 12,85 млн человек. Народ руанда также проживает в ДРК и Уганде. Состоит из двух этнических (племенных) групп: хуту и тутси.

## Территория
Руанда является сильно перенаселенной страной. Бедных и эродированных земель недостаточно во многих областях, чтобы обеспечить безопасную жизнь для населения, которое растет с высокой скоростью.

## Этническая история
Переселение предков бантуязычных народов на территорию современных республик Руанда и Бурунди, по-видимому, произошло в середине второго тысячелетия нашей эры. Процессы этно-социальной дифференциации привели к разделению руанда и рунди на две этнографические группы: хуту и тутси (Иогансон 1978: 85).
Название «руанда» буквально означает «территория, занятая роем (людей)» и, как правило, служило обозначением области, занятой подданными короля: «В исторических сказаниях можно услышать, как короли говорят „моя Руанда“ или как, обращаясь к ним, говорят „твоя Руанда“, обозначая территорию или народ, которые им повинуются». Вопрос происхождения хуту и тутси до сих пор является спорным и неоднозначным.

## Геноцид
Одной из основных социальных проблем 21-го века является проблема расизма. Руанда не является исключением последствий расизма. Более 800 000 руандийцев было убито в правительственной направленной этнической чистке тутси и хуту в течение 1994 года, которая считается наиболее масштабным из организованных в этом веке геноцидом..
Христианские церкви были глубоко вовлечены в геноцид 1994 года в Руанде. Церкви были основным местом для массовых убийств, и многие христиане участвовали в резне. Участие в геноциде можно объяснить отчасти исторической связью между церковью и государством, а также признанием этнической дискриминации среди официальных представителей церкви..

## Религия
Большая часть народа католики, некоторые придерживаются местных верований, с 1994 года стал распространяться ислам. (Евсеев 1974: 29)

## Быт
Главные экспортные культуры: кофе, чай, пиретрум, хинное дерево, клещевина, табак, эфироносы. Выращиваются маниок, сорго, кукуруза, картофель, арахис, овощи, фрукты. Пастбищное скотоводство. Добыча полиметаллических руд и золота. Переработка агросырья и выплавка олова. Ремёсла: плетение, резьба по дереву, гончарное дело. Также ведется добыча оловянной и вольфрамовой руд.